# Termoelektroliza
Termoelektroliza – rodzaj elektrolizy, w której elektrolitem nie jest roztwór związku chemicznego zdolnego do dysocjacji elektrolitycznej, lecz związek w postaci czystej, ale stopionej w wysokiej temperaturze.
Termolektroliza jest stosowana m.in. do otrzymywania niektórych metali np. glinu, potasu, wapnia, magnezu, sodu ze stopionych soli lub wodorotlenków tych metali.